# Pavel Horváth
Pavel Horváth, född 22 april 1975 i Prag, Tjeckien, är en tjeckisk före detta fotbollsspelare som senast spelade för Viktoria Plzeň.